# Macrotis
Genre
Statut de conservation UICN

VU : Vulnérable
Synonymes
- Paragalia Gray, 1841[1]
- Peragale Lydekker, 1887[1]
- Peragalea Gould, 1845[1]
- Phalacomys Anon., 1854[1]
- Thalacomys Blyth, 1840[1]
- Thalaconus Richardson, Dallas, Cobbold, Baird & White, 1862[1]
- Thylacomys Blyth, 1840[1]

Macrotis est un genre de marsupiaux omnivores de l'ordre des Peramelemorphia qui sont communément appelés Bilbis et qui sont considérés comme les plus grands des bandicoots. Avant l'arrivée des Européens en Australie, il en existait encore deux espèces. L'une (le Petit bilbi) est considérée comme éteinte depuis 1950, l'autre (le Bilbi ou Grand bilbi) est considérée comme en danger.

## Étymologie
Le nom de bilbi vient du langage aborigène Yuwaalaraay, au Nord de la Nouvelle-Galles du Sud et signifie « rat à long nez ». On l'appelle aussi dalgite en Australie Occidentale et on le surnomme quelquefois pinkie en Australie-Méridionale.

## Description
Les bilbis ont les caractéristiques des bandicoots avec un long museau et de très grandes oreilles mais ils ont une queue plus longue et un pelage plus doux, plus soyeux.
Ce sont des animaux nocturnes, omnivores qui n'ont pas besoin d'eau pour vivre, l'eau contenue dans leur alimentation leur suffisent. Ils se nourrissent d'insectes, de larves, de graines, d'araignées, de bulbes, de fruits, de champignons et de petits animaux. Ils trouvent la plupart de leur nourriture en grattant et en creusant le sol et en utilisant leur très longue langue.

## Systématique
Il est le seul genre vivant de la famille des Thylacomyidae,.

## Liste desespèces
Selon BioLib (18 mars 2019) :
- Macrotis lagotis (Reid, 1837) – Bilbi
- † Macrotis leucura (Thomas, 1887) – Petit bilbi

## Publication originale
(en) James Reid, « Description of a new species of the genus Perameles (P. lagotis) », Proceedings of the Zoological Society of London, Londres, vol. 1836-1840,‎ 1837, p. 129-131 (lire en ligne, consulté le 18 mars 2019). 